# Mumifizierung (BDSM)

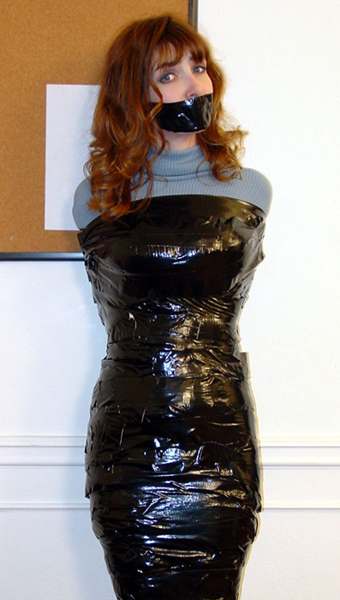
Mit Stretchfolie mumifizierte und geknebelte Frau

Die Mumifizierung ist eine sexuelle Praktik aus dem Bereich des Bondage, bei der der Körper oder einzelne Körperteile mit geeignetem Material umwickelt werden, was die Bewegungsfreiheit stark einschränkt.
Gebräuchliche Methoden sind neben dem Umwickeln einzelner Körperteile auch das Einwickeln von Kopf oder Hals bis Fuß mit Materialien wie Frischhaltefolie, Stretchfolie, Bondage-Tape, Tüchern, Bandagen, Gummibändern, Klebeband, Gipsbandagen und Plastiktüten. Ein ähnlicher Effekt wird bei der Benutzung von Saunasäcken, Vakuumbetten oder Zwangsjacken erreicht.
Die so gefesselte Person kann durch die teilweise stattfindende sensorische Deprivation in bestimmten Fällen einen angenehmen Zustand empfinden, auch das Gefühl der Hilflosigkeit und Unfreiheit kann eine Rolle spielen. Die Verwendung als Strafe in einem erotischen Rollenspiel, insbesondere einem Erziehungsspiel, ist ebenfalls möglich. Für Fetischisten kann auch die Verwendung eines bestimmten Materials wie Leder oder Lycra luststeigernd sein; darüber hinaus sind diese im englischen Sprachraum auch Bodybag genannten Saunasäcke sicherer, weil sie eine schnellere und werkzeuglose Befreiung im Notfall gewährleisten können. 